# Poikilozytose
Als Poikilozytose (altgriechisch ποικίλος poikílos, deutsch ‚bunt, verschiedenartig‘ und altgriechisch κύτος kýtos, deutsch ‚Zelle‘; Syn. Poikilozythämie) wird das Vorkommen von verschieden geformten, nicht runden Erythrozyten bei einer mikroskopischen Untersuchung des Blutausstriches bezeichnet. Diese verschieden geformten, von der normalen bikonkaven Rundform abweichenden Erythrozyten müssen mindestens 3 % ausmachen. Das Vorkommen der Poikilozytose ist unspezifisch, diese kann bei allen schweren Anämien auftreten.

## Ursachen
Am Häufigsten kommt es zu einer Poikilozytose durch eine gestörte Erythropoese. Des Weiteren können maligne Erkrankungen zur Suppression der Erythropoese führen. Darüber hinaus können Störungen und Defekte der Erythrozytenmembran zur Poikilozytose führen.
Spezifische, mit einer Poikilozytose einhergehende Erkrankungen sind die Eisenmangelanämie und die Perniziöse Anämie. Die Hereditäre Poikilozytose (Syn. Pyropoikilozytose) geht zum Teil mit schweren hämolytischen Anämien und einer dadurch bedingten regelmäßigen Transfusionspflicht einher. Es treten ausgeprägte Fragmentierungen der Erythrozyten auf, sowie mikrozytäre Formen (zu Mikrozyt siehe weiter unten im Text) der Erythrozyten sind möglich. Diese Poikilozyten sind hitzeempfindlich und osmotisch instabil. Bei den schweren Formen der hereditären Poikilozytose kann ein Mangel des Spektrins auftreten, so dass Elliptozyten und Sphärozyten vorkommen können. Bei Patienten mit dieser Erkrankung liegt oft eine Homozygotie für einen Defekt des 2-Alpha-Spektrins vor.
Auch bei einer Schädigung des Knochenmarks durch Medikamente (z. B. Azidamfenicol, Cyclophosphamid), Chemikalien, ionisierende Strahlung, aber auch durch Infektionskrankheiten (z. B. AIDS) und durch bösartige Erkrankungen wie Leukämien und andere Krebsformen kann es zu einer Poikilozytose kommen.

## Formen der Erythrozyten
Die Form der roten Blutkörperchen kann einen diagnostischen Hinweis auf die Ursache geben.
Folgende Abweichungen sind möglich:
- Anulozyt: hämoglobinarme Erythrozyten mit schmalen Randsaum. Vorkommen: Eisenmangel und Thalassämie
- Burr cell: Ein mikrozytärer Erythrozyt mit einer oder mehreren spitzen Ausziehungen. Vorkommen: Verschiedene Anämieformen, besonders Urämie.
- Dakryozyt oder Tränenzelle: Diese tropfenförmigen Erythrozyten, besitzen eine Ausziehung an einem Zellpol. Vorkommen: Besonders bei der Osteomyelofibrose, seltener bei Eisenmangel, Myelodysplasien und anderen myeloproliferativen Syndromen.
- Drepanozyt oder Sichelzelle: Die Erythrozyten können sichel-, halbmond- oder schwalbenschwanzförmig sein. Diese Form signalisiert einen HbS-Gehalt über 50 % (siehe Sichelzellenanämie)
- Elliptozyt: Die Erythrozyten weisen eine elliptische Form auf. Vorkommen: Sehr selten angeboren bei der hereditären Poikilozytose (siehe oben), dann liegen über 50 % aller Erythrozyten in Ellipsenform vor sowie bei der Hyperlipidämie.
- Fragmentozyt oder Schistozyt: Konvexseitig zeigt sich eine glatt begrenzte, halbrunde, intakte Membran. Auf der konkaven Seite zeigt sich dagegen eine unregelmäßige Begrenzung, die dadurch entsteht, dass dem Erythrozyt dieser Seite ein Teil seines Volumens abgerissen worden ist. Vorkommen: Mechanische Schädigung der Erythrozyten intravasal z. B. bei künstlichen Herzklappen. Thermische Schädigungen bei schweren Verbrennungen.
- Howell-Jolly-Körperchen
- Targetzelle: Innerhalb der zentralen Aufhellungszone des Erythrozyten kommt es zu einer kreisförmigen Hämoglobinverdichtung, so dass die Erythrozyten ein schießscheibenförmiges Aussehen aufweisen. Vorkommen: Thalassämie, Sichelzellenanämie, posthepatischer Ikterus, Asplenie
- Sphärozyt: Kugelform des normal großen Erythrozyten.
- Stomatozyt: schlitz- bzw. mundförmige zentrale Aufhellung

Bei einer Anisozytose handelt es sich um starke Größenschwankungen der Erythrozyten. Es fallen Erythrozyten auf, die Mikro- und/oder Makrozyten sind und deren Anteil mehr als 3 % aller Erythrozyten ausmacht. Die Anisozytose ist die häufigste Erythrozytenanomalie.
- Makrozyt: Erythrozyt mit einem Durchmesser größer als 10 Mikrometer.
- Mikrozyt: Abnorm kleiner mit einem Durchmesser kleiner als 6 Mikrometer (das heißt: der Mikrozyt ist kleiner als der Kern eines Lymphozyten).